# HD 100546
HD 100546 és una estrella a 316,4 anys llum de la Terra. Està orbitada per un exoplaneta d'uns 20 MJ a 6,5 UA, tot i que un examen posterior del perfil del disc indica que podria ser un objecte més massiu com una nana marró o més d'un planeta. L'estrella està envoltada per un disc circumstel·lar des d'una distància de 0,2 a 4 ua, i de nou des de 13 ua fins a uns quants centenars d'UA, amb evidència d'un protoplaneta formant-se a una distància d'aproximadament 47 ua.
S'estima que té uns 10 milions d'anys, es troba al límit d'edat superior de la classe d'estrelles a la qual pertany: les estrelles Herbig Ae/Be, i també l'exemple més proper al Sistema solar.

## Sistema planetari
| Companya (per ordre des de l'estrella) | Massa   | Semieix major (ua) | Període orbital (dies) | Excentricitat | Inclinació | Radi     |
| -------------------------------------- | ------- | ------------------ | ---------------------- | ------------- | ---------- | -------- |
| candidat 1 (disputat)                  | 3.1 MJ  | 15                 | 90958                  | ?             | ?          | < 6.9 RJ |
| b (disputat)                           | 4–13 MJ | 53±2               | ?                      | ?             | ?          | ?        |
| candidat 2 (sense confirmar)           | 8.5 MJ  | 110                | ?                      | ?             | ?          | ?        |

### Possible naixement d'un nou planeta

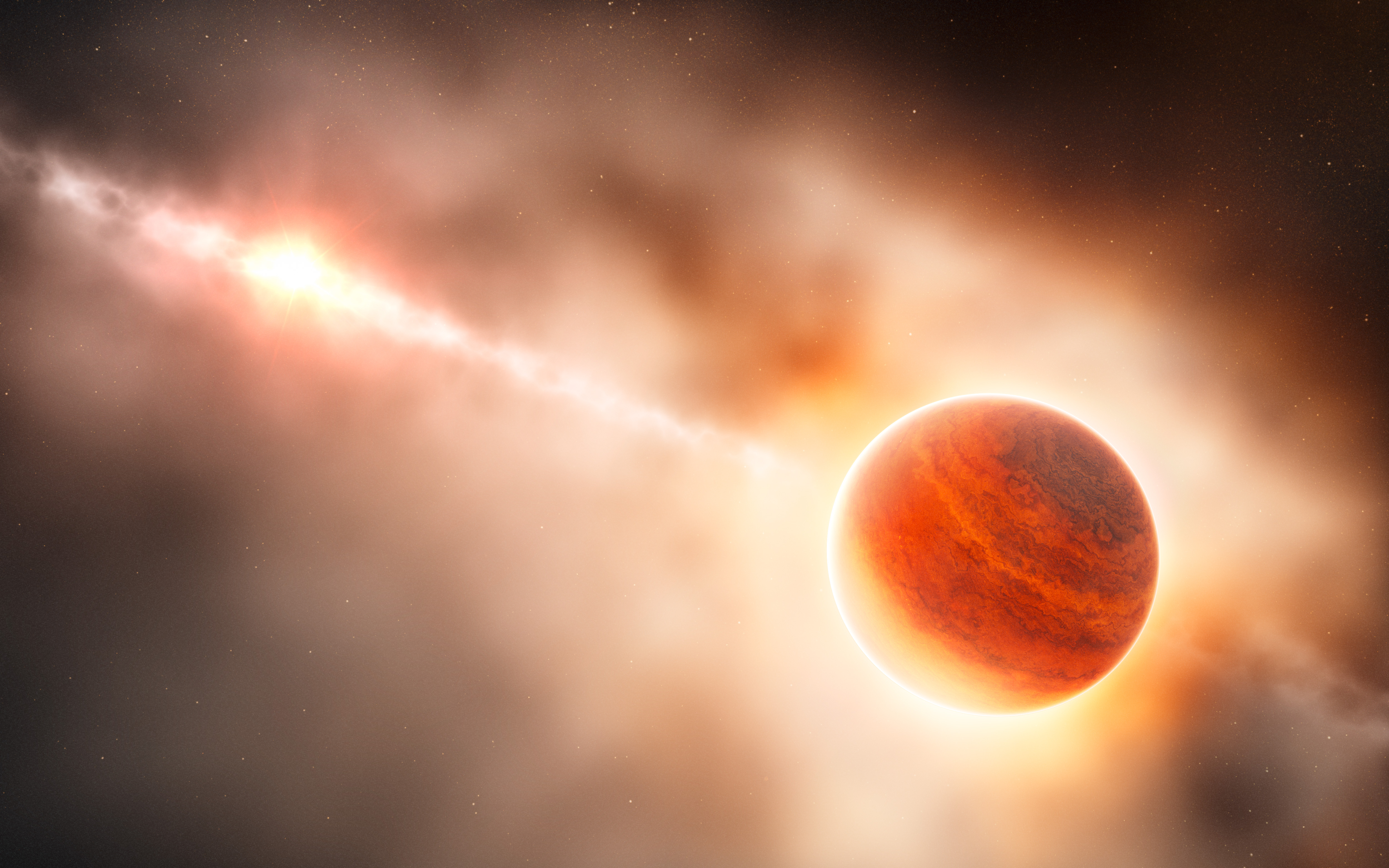
Impressió artística d'HD 100546 b

L'any 2013, els investigadors van informar que havien trobat el que sembla ser un planeta en procés de formació, incrustat al gran disc de gas i pols de l'estrella. Si es confirma, representaria la primera oportunitat per estudiar les primeres etapes de la formació del planeta de forma observacional.
L'evidència d'un company planetari de HD 100546 b es va reunir mitjançant l'espectrògraf UVES Echelle al VLT de Xile. Això confirma altres dades que indiquen un company planetari. HD 100546 b podria ser l'exoplaneta més gran descobert amb una mida del planeta i del disc circumdant d'uns 6,9 RJ; la massa del planeta el situa prop de la frontera entre un planeta gran i una nana marró. Aquest estudi va trobar una temperatura efectiva de 932+193
−202 K per a la font observada.
Tanmateix, la posició on es va detectar HD 100546 b era a l'interior en comparació amb el buit entre els discs interior i exterior, i a l'exterior en comparació amb la cavitat central, de manera que la validesa del planeta es va mostrar a partir de les característiques del disc estrella. Hi va haver una discrepància amb la discussió. Com a resultat d'una observació més detallada de la posició on es va detectar HD 100546 b, la font de llum identificada com HD 100546 b semblava ser una font de llum puntual en l'anàlisi en condicions específiques, però en molts casos es va convertir en una estructura més difusa. La part visible pot ser que no sigui el planeta en si, sinó la pertorbació al disc causada pel planeta molt més petit (uns 10 masses terrestres) completament incrustat a la coberta de pols. La presència de pertorbacions, possiblement creades per un planeta en formació, també es confirma amb la detecció de monòxid de sofre, que indica una ones de xoc que es propaguen pel disc de gas.

### Disc circumstel·lar
Les observacions òptiques coronagràfiques amb el telescopi espacial Hubble mostren patrons espirals complexos al disc circumstel·lar. Les causes d'aquestes estructures segueixen sent incertes, tot i que les espirals són coherents amb les inestabilitats provocades per la formació dels planetes. Els colors del disc són similars als derivats dels objectes del cinturó de Kuiper, cosa que suggereix que els mateixos processos de meteorització estan en funcionament en HD 100546. El disc és bastant pla, coherent amb un estat evolutiu avançat, i té una gran bretxa. a 40–150 ua de radi, possiblement tallat pel planeta exterior a la bretxa.
L'anàlisi espectroscòpica de les dades d'infraroig mitjà preses d'OSCIR al Telescopi Blanco de 4 m de l'Observatori Interamericà Cerro Tololo indica la presència d'unes partícules petites (10–18 μm) que contenen silicats. El material es troba a distàncies de fins a 17 UA de l'estrella i té una temperatura d'aproximadament 227 K.